# Římskokatolická farnost Bernartice (u Milevska)
Římskokatolická farnost Bernartice je územním společenstvím římských katolíků v rámci píseckého vikariátu českobudějovické diecéze.

## O farnosti

### Historie
V roce 1251 se v Bernarticích připomíná plebánie a kněz Martin. Od roku 1685 jsou vedeny matriky. Koncem 20. století přestal být do farnosti ustanovován sídelní duchovní správce.

### Současnost
Farnost je spravována ex currendo z Milevska. 
| Kostel                                  | Místo      | Bohoslužba             | Bohoslužba             | Poznámka        |
| --------------------------------------- | ---------- | ---------------------- | ---------------------- | --------------- |
| Kostel svatého Martina                  | Bernartice | neděle pátek           | 8.00 17.00             | farní kostel    |
| Kostel svaté Rozálie                    | Bernartice | neslouží se pravidelně | neslouží se pravidelně | filiální kostel |
| Kaple Neposkvrněného početí Panny Marie | Bojenice   | neslouží se pravidelně | neslouží se pravidelně | obecní kaple    |
| Kaple Nanebevzetí Panny Marie           | Rastory    | neslouží se pravidelně | neslouží se pravidelně | obecní kaple    |
| Kaple Nejsvětější Trojice               | Jestřebice | neslouží se pravidelně | neslouží se pravidelně | obecní kaple    |
| Kaple Panny Marie                       | Křenovice  | neslouží se pravidelně | neslouží se pravidelně | obecní kaple    |
| Kaple Panny Marie Královny              | Podolí I   | neslouží se pravidelně | neslouží se pravidelně | obecní kaple    |
| Kaple Anděla Strážného                  | Rakov      | neslouží se pravidelně | neslouží se pravidelně | obecní kaple    |
| Kaple svatého Jana Nepomuckého          | Svatkovice | neslouží se pravidelně | neslouží se pravidelně | obecní kaple    |
| Kaple svatého Václava                   | Zběšičky   | neslouží se pravidelně | neslouží se pravidelně | obecní kaple    |